# Eth (Nord)
Eth település Franciaországban, Nord megyében. Lakosainak száma 334 fő (2022. január 1.). Eth Roisin, Sebourg, Wargnies-le-Grand, Bry és Honnelles községekkel határos.

## Népesség
A település népességének változása:
| Lakosok száma | 328  | 330  | 342  | 340  | 343  | 346  | 347  | 341  | 334  |
|               | 2013 | 2015 | 2016 | 2017 | 2018 | 2019 | 2020 | 2021 | 2022 |